# Prix Paul-Karle
Pour les articles homonymes, voir Karle (homonymie).
Le Prix Paul-Karle est une course hippique de trot attelé se déroulant au mois d'avril sur l'hippodrome de Vincennes.
C'est une course de Groupe II réservée aux poulains de 3 ans, ayant gagné au moins 8 500 €. 
Elle se court sur la distance de 2 700 mètres (2 100 mètres avant 2022, grande et petite piste), départ volté. L'allocation s'élève à 120 000 €, dont 54 000 € pour le vainqueur.
Son équivalent pour les pouliches est le Prix Masina ayant lieu le même jour. Avant la création de celle-ci en 1992, le Prix Paul-Karle était également ouverte aux femelles.
Créée en 1983, l'épreuve prend la place dans le calendrier du Prix d'Elbeuf,. Elle honore Paul Karle, huissier puis éleveur — notamment de Gélinotte — du milieu du XXe siècle.

## Palmarès depuis 1983
| Année | Vainqueur                                                      | Père                                                           | Driver                                                         | Distance                                                       | Réd.km                                                         |
| ----- | -------------------------------------------------------------- | -------------------------------------------------------------- | -------------------------------------------------------------- | -------------------------------------------------------------- | -------------------------------------------------------------- |
| 2025  | Maître Jacques                                                 | Rolling d'Héripré                                              | Alexandre Abrivard                                             | 2 700 m                                                        | 1'13"6                                                         |
| 2024  | Luciano Menuet                                                 | Feliciano                                                      | Yoann Lebourgeois                                              | 2 700 m                                                        | 1'16"1                                                         |
| 2023  | Koctel du Dain                                                 | Boccador de Simm                                               | David Thomain                                                  | 2 700 m                                                        | 1'13"3                                                         |
| 2022  | Just a Gigolo                                                  | Boccador de Simm                                               | Franck Nivard                                                  | 2 700 m                                                        | 1'14"                                                          |
| 2021  | Italiano Vero                                                  | Ready Cash                                                     | David Thomain                                                  | 2 100 m                                                        | 1'12"2                                                         |
| 2020  | Course non disputée (confinement dû à la pandémie de Covid-19) | Course non disputée (confinement dû à la pandémie de Covid-19) | Course non disputée (confinement dû à la pandémie de Covid-19) | Course non disputée (confinement dû à la pandémie de Covid-19) | Course non disputée (confinement dû à la pandémie de Covid-19) |
| 2019  | Gotland                                                        | Ready Cash                                                     | Éric Raffin                                                    | 2 100 m                                                        | 1'12"4                                                         |
| 2018  | Follow You                                                     | Ready Cash                                                     | Franck Nivard                                                  | 2 100 m                                                        | 1'15"                                                          |
| 2017  | Eros du Chêne                                                  | Un Amour d'Haufor                                              | Franck Nivard                                                  | 2 100 m                                                        | 1'13"5                                                         |
| 2016  | Dollar Maker                                                   | Saxo de Vandel                                                 | Jean-Philippe Monclin                                          | 2 100 m                                                        | 1'14"3                                                         |
| 2015  | Captain Crazy                                                  | Quaro                                                          | Tony Le Beller                                                 | 2 100 m                                                        | 1'12"9                                                         |
| 2014  | Brillantissime                                                 | Ready Cash                                                     | Jos Verbeeck                                                   | 2 100 m                                                        | 1'15"9                                                         |
| 2013  | Aladin d'Écajeul                                               | Quaker Jet                                                     | Éric Raffin                                                    | 2 100 m                                                        | 1'14"6                                                         |
| 2012  | Vigove                                                         | Gazouillis                                                     | Franck Nivard                                                  | 2 100 m                                                        | 1'14"5                                                         |
| 2011  | Uaukir                                                         | Password                                                       | Franck Nivard                                                  | 2 100 m                                                        | 1'15"3                                                         |
| 2010  | Tonnerre du Gers                                               | Mambo King                                                     | Jean-Michel Bazire                                             | 2 100 m                                                        | 1'14"1                                                         |
| 2009  | Saxo de Vandel                                                 | Coktail Jet                                                    | Thierry Duvaldestin                                            | 2 100 m                                                        | 1'14"4                                                         |
| 2008  | Rancho Gédé                                                    | Insert Gédé                                                    | Tony Le Beller                                                 | 2 100 m                                                        | 1'15"3                                                         |
| 2007  | Quick de la Loge                                               | Tarass Boulba                                                  | Pierre Levesque                                                | 2 100 m                                                        | 1'14"8                                                         |
| 2006  | Prince d'Espace                                                | Himo Josselyn                                                  | Jean-Michel Bazire                                             | 2 100 m                                                        | 1'14"4                                                         |
| 2005  | Offshore Dream                                                 | Rêve d'Udon                                                    | Jean-Philippe Borodajko                                        | 2 100 m                                                        | 1'14"                                                          |
| 2004  | Ni Ho Ped d'Ombrée                                             | Bassano                                                        | Michel Lenoir                                                  | 2 100 m                                                        | 1'14"5                                                         |
| 2003  | Mon Bellouet                                                   | Hello Jo                                                       | Jean-Michel Bazire                                             | 2 100 m                                                        | 1'14"                                                          |
| 2002  | Look de Star                                                   | Coktail Jet                                                    | Dominik Locqueneux                                             | 2 100 m                                                        | 1'14"7                                                         |
| 2001  | Kesaco Phedo                                                   | Caballio in Blue                                               | Jos Verbeeck                                                   | 2 100 m                                                        | 1'15"7                                                         |
| 2000  | Jitterburg                                                     | Passionnant                                                    | Jean-Philippe Dubois                                           | 2 100 m                                                        | 1'15"4                                                         |
| 1999  | Ildo de Fleurac                                                | Tachy de la Creuse                                             | Alain Laurent                                                  | 2 100 m                                                        | 1'15"6                                                         |
| 1998  | Himo Josselyn                                                  | Cézio Josselyn                                                 | Jean-Michel Bazire                                             | 2 100 m                                                        | 1'17"2                                                         |
| 1997  | Général du Pommeau                                             | Sébrazac                                                       | Jules Lepennetier                                              | 2 100 m                                                        | 1'17"8                                                         |
| 1996  | Forcing de Kacy                                                | Steed James                                                    | Alain Laurent                                                  | 2 100 m                                                        | 1'15"4                                                         |
| 1995  | Esotico Star                                                   | Tarass Boulba                                                  | Anders Lindqvist                                               | 2 100 m                                                        | 1'15"4                                                         |
| 1994  | Dahir de Prélong                                               | Fakir du Vivier                                                | Bertrand Lefèvre                                               | 2 100 m                                                        | 1'15"9                                                         |
| 1993  | Cézio Josselyn                                                 | Armbro Goal                                                    | Jean-Philippe Dubois                                           | 2 200 m                                                        | 1'16"6                                                         |
| 1992  | Big Prestige                                                   | Royal Prestige                                                 | Ulf Nordin                                                     | 2 100 m                                                        | 1'19"                                                          |
| 1991  | Autour d'Aunou                                                 | Speedy Somolli                                                 | Jean-Étienne Dubois                                            | 1 609 m                                                        | 1'13"2                                                         |
| 1990  | Varleton                                                       | Marpheulin                                                     | Jean-Pierre Viel                                               | 1 609 m                                                        | 1'15"9                                                         |
| 1989  | Une de Rio                                                     | Florestan                                                      | Jean-Pierre Dubois                                             | 1 609 m                                                        | 1'15"                                                          |
| 1988  | Theo Del Amor                                                  | Granit                                                         | René Fabre                                                     | 1 609 m                                                        | 1'15"9                                                         |
| 1987  | Siamois de Ryd                                                 | Villequier B                                                   | Bernard Oger                                                   | 2 650 m                                                        | 1'21"1                                                         |
| 1986  | Ruanito d'Arc                                                  | Dianthus                                                       | Ulf Nordin                                                     | 2 650 m                                                        | 1'19"5                                                         |
| 1985  | Quarisso                                                       | Fakir du Vivier                                                | Michel-Marcel Gougeon                                          | 2 650 m                                                        | 1'19"8                                                         |
| 1984  | Potin d'Amour                                                  | Chambon P                                                      | Jan Kruithof                                                   | 2 750 m                                                        | 1'18"3                                                         |
| 1983  | O Sole Mio                                                     | Guerrero                                                       | Léopold Verroken                                               | 2 600 m                                                        | 1'19"1                                                         |